# Ulule
Ulule es un sitio web de micromecenazgo internacional para proyectos creativos, innovadores o solidarios. Ha financiado proyectos de varios tipo de categorías, que van desde películas independientes, música, cómics, periodismo, videojuegos, gadgets, tecnología y proyectos relacionados con la comida o la moda.

## Modelo
Ulule se basa en la recaudación de fondos más conocida como financiación colectiva o micromecenazgo y está especializado en el sistema de micromecenazgo de recompensa. Su interfaz permite tener proyectos en hasta 6 idiomas por lo que su alcance es internacional. El equipo de trabajadores de Ulule traduce en estos 6 idiomas (español, francés, inglés, alemán, italiano y portugués) todos los proyectos que quieran comunicar en diferentes países.
Su función principal es facilitar la recaudación de recursos monetarios entre el público y el creador del proyecto, un nuevo modelo  de financiación surgido a raíz de la eclosión de internet y que complementa vías tradicionales de inversión. Los proyectos deben cumplir con las directrices de la empresa Ulule para ponerse en marcha - proyectos racistas, que inciten al odio o violencia no están permitidos.
Los creadores del proyecto eligen una fecha límite y un mínimo objetivo de fondos a recaudar. Si el objetivo elegido no es recolectado en el plazo, no se perciben fondos (esto se conoce como empate en el que todas las personas que apoyaron al proyecto recuperan su dinero sin costes y los creadores no deben desembolsar ninguna cantidad, a diferencia de otras plataformas de micromecenazgo en las que sí existe un coste).  El dinero prometido por los donantes se recopila mediante Tarjeta de crédito, Paypal, Cheque o Giropay. Ulule toma un 5 % de los fondos recaudados; Paypal cobra un 3,5 % adicional más 0,25 céntimos por transacción.
La propiedad intelectual y todos los derechos de autor sobre los proyectos y el trabajo que producen son únicamente propiedad de los creadores de la campaña de micromecenazgo a diferencia de otras sitios web de micromecenazgo.

## Categoría
Los creadores clasifican sus proyectos en una de las siguientes categorías y subcategorías. Estas son:
- Arte
  - Arte conceptual, Artesanía, Arte digital, Ilustración, Pintura, Performance, Arte público y Escultura
- Cómics
- Danza
- Diseño
  - Diseño gráfico y Diseño de producto
- Moda
- Cine y Vídeo
  - Animación, Documental, Largometraje, Cortometraje y Serie web
- Comida
- Juegos
  - Juegos de mesa y Videojuegos
- Música
  - Música clásica, Country y folk, Música electrónica, Hip hop, Indie rock, Jazz, Pop, Rock y World music
- Fotografía
- Publicaciones
  - Artbooks, Literatura infantil, Ficción, Periodismo, Publicación periódica y Poesía,Periodismo
- Tecnología
  - Hardware libre y Software de código abierto
- DIY
  - Artesanía
- Teatro
  - Artes escénicas
- Social
- Deportes

De estas categorías, Cine y Vídeo y Música son las dos más grandes, lo que representa gran parte de los proyectos de Ulule entre ellos. Estas dos categorías han recaudado también la mayor cantidad de dinero, pero deben ser combinados con Tecnología, Arte, Diseño, Música, Videojuegos para agrupar la gran mayoría de proyectos.

## Historia
Ulule fue fundada en enero de 2010 por Alexandre Boucherot y Thomas Grange en París (Francia). La web se lanzó en octubre de ese mismo año en seis idiomas distintos. En los 9 años de vida, Ulule ha recaudado más de 159 millones de euros y más de 29.000 proyectos financiados. Mantiene una tasa de éxito del 72%, una de las más altas en el mundo.
Actualmente, Ulule cuenta con una segunda sedes en París, Montreal y Barcelona, en España.

## Proyectos
Entre los proyectos más importantes destaca Noob, le jeu vidéo con más de 1 200 000 euros recaudados y más 17 000 personas que han contribuido en la campaña
El cantante PVNova que consiguió el 128 % de recaudación en menos de dos horas después del lanzamiento de su campaña en la web de micromecenazgo Ulule o el casco plegable de bicicleta Overade que fue publicado en prensa a nivel mundial. Open Arms, Open Arms, Un barco para salvar vidas consiguió recaudar más e 100 000 euros con el apoyo de 1 249 personas.
Otro ejemplo de proyectos más exitosos ha sido el gran ramo de rosas presentado a la ministra francesa después de sus palabras en el parlamento francés a favor de una ley de matrimonio igualitaria Gracias al micromecenazgo y las redes sociales este proyecto alcanzó más del 2200 % de financiación y 1800 contribuciones.